# Höherlegung

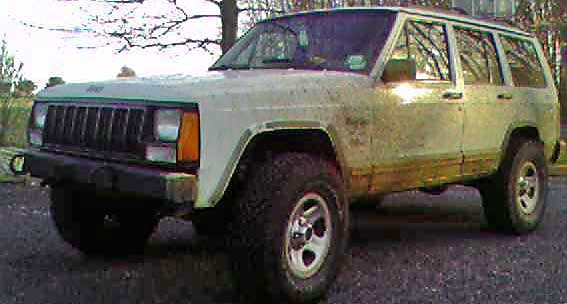
Um 50 mm höhergelegter Jeep Cherokee auf 31-Zoll-Geländereifen; Höherlegung mittels zusätzlichen Blattfederlagen hinten sowie Distanzringen zur Vorspannung der Schraubenfedern vorn

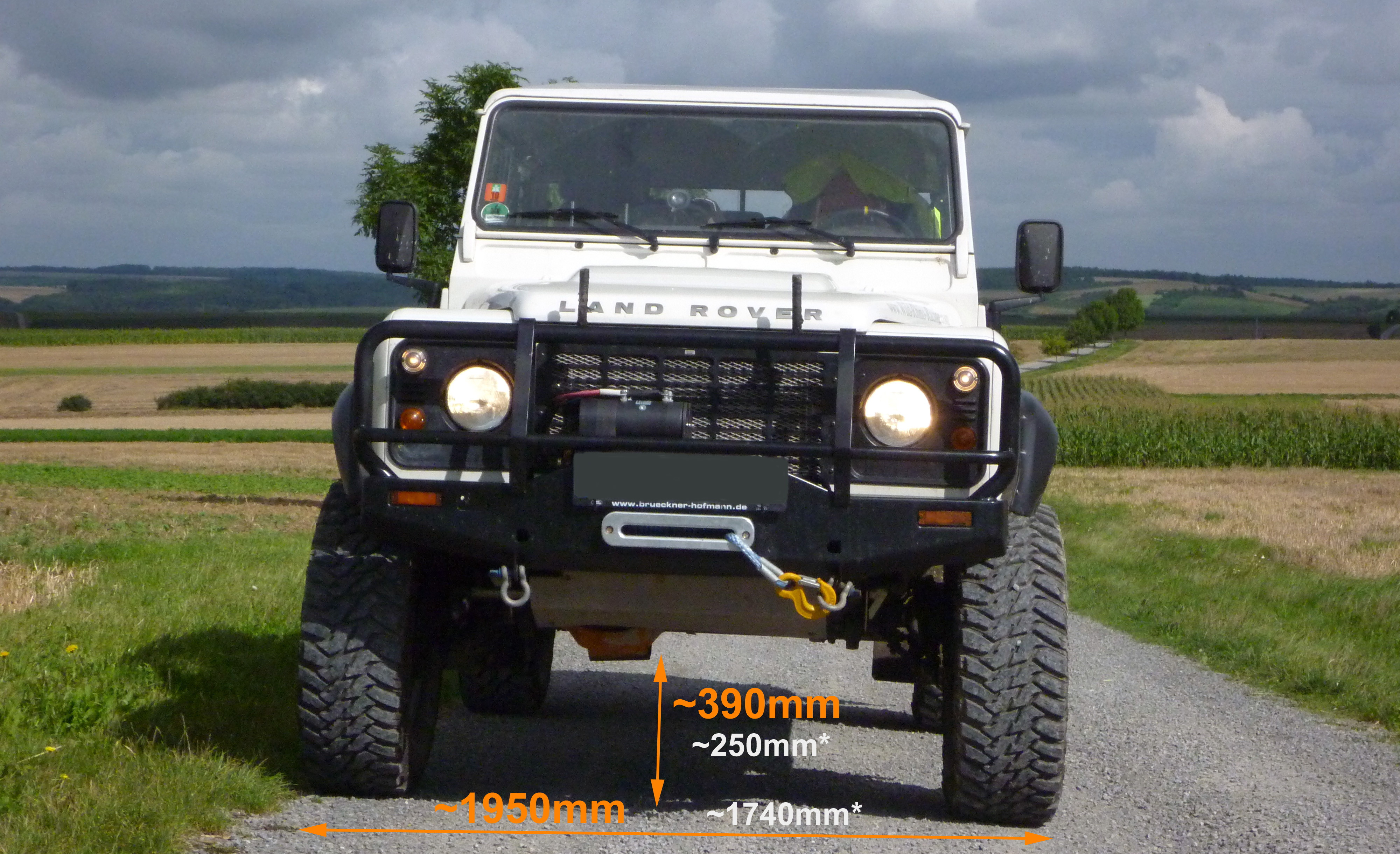
Höherlegung eines Land Rover Defender durch Portalachsen

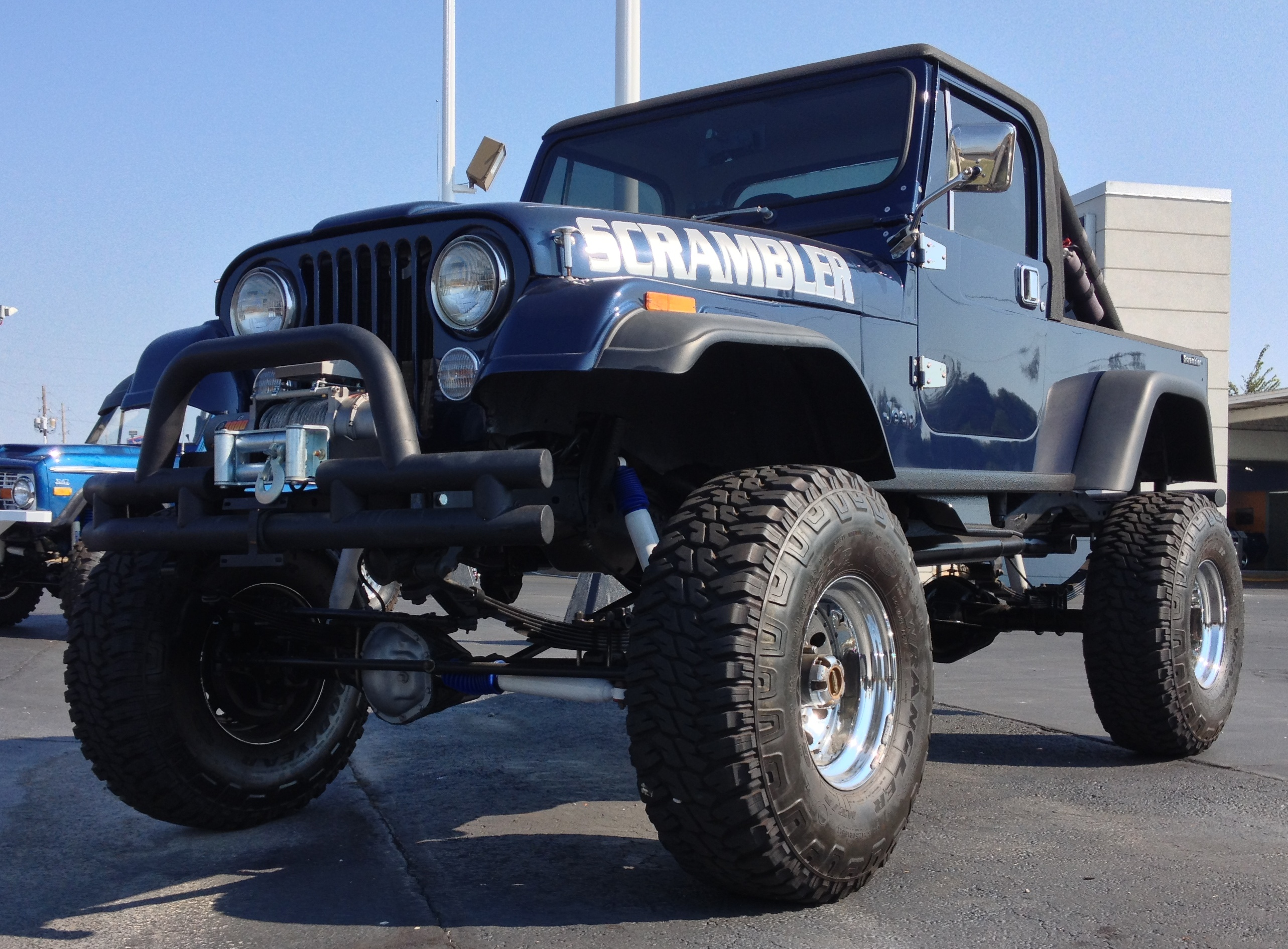
Der Jeep CJ wurde häufig höhergelegt, was durch den einfachen Aufbau mit Blattfederung an allen vier Rädern begünstigt wurde

Unter Höherlegung versteht man beim Fahrzeugtuning eine Modifikation von Geländewagen/SUV, Pick-ups oder dergleichen, um die Karosserie höher zu legen. Höherlegungen können den Böschungs- und Rampenwinkel erhöhen und die Montage größerer Reifen gestatten, was die einfachste Möglichkeit bildet, die Bodenfreiheit zu vergrößern. Da hierdurch zugleich der Schwerpunkt nach oben verlegt wird, verringern sich die maximalen zulässigen Neigungswinkel und  die Straßenlage vieler höher gelegter Autos verschlechtert sich deutlich. Da sich meist auch die Geometrie der Lenkung ändert, kann im Zusammenspiel mit den oft montierten größeren Reifen ein Fahrverhalten resultieren, das kaum noch etwas mit dem Serienfahrzeug zu tun hat und ungeübte Fahrer überfordern kann.
Für jedes Fahrzeugmodell ist in der Regel ein spezieller Höherlegungssatz erforderlich, und das Prinzip der Höherlegung unterscheidet sich je nach Antrieb und Fahrzeugkonstruktion. Einfache Höherlegungen lassen sich mit Distanzblöcken zwischen Achsen und Blattfedern, zwischen Fahrzeugrahmen und Karosserie (Bodylift) oder Distanzscheiben zur Vorspannung von Schraubenfedern in Verbindung mit verlängerten Stoßdämpfern erzielen. Aufwändigere Methoden reichen von modifizierten Querlenkern und/oder Längslenkern bis hin zu individuell angefertigten Mehrlenkerachsen.
Höherlegungen können die Anpassung weiterer Bauteile erforderlich machen, etwa der Antriebswellen oder der Bremsleitungen. Neben der Lenkgeometrie kann sich auch die Höhe der Kennzeichen und Beleuchtung verändern, für die vielfach bestimmte Zulassungsvorschriften gelten.